# 1190
| 1190               |
| ------------------ |
| Dødsfald - Fødsler |
|                    |

| Gregoriansk kalender | 1190 MCXC               |
| Ab urbe condita      | 1943                    |
| Armensk kalender     | 639 ԹՎ ՈԼԹ              |
| Kinesiske kalender   | 3886 – 3887 己酉 – 庚戌 |
| Etiopisk kalender    | 1182 – 1183             |
| Jødisk kalender      | 4950 – 4951             |
| Hindukalendere       |                         |
| - Vikram Samvat      | 1245 – 1246             |
| - Shaka Samvat       | 1112 – 1113             |
| - Kali Yuga          | 4291 – 4292             |
| Iransk kalender      | 568 – 569               |
| Islamisk kalender    | 586 – 587               |

Konge i Danmark: Knud 6. 1182-1202
Se også 1190 (tal)

## Begivenheder
- 10. juni - Frederik Barbarossa drukner i Lilleasien.